# Henry the Human Fly
Henry the Human Fly je první sólové studiové album britského zpěváka a kytaristy Richarda Thompsona, vydané v dubnu 1972 u vydavatelství Island Records ve Spojeném království a u Reprise Records v USA. Nahráno bylo v únoru toho roku ve studiu Sound Techniques v Londýně a o produkci se spolu s Thompsonem staral John Wood.

## Seznam skladeb
Autorem všech skladeb je Richard Thompson.
| Pořadí | Název                             | Délka |
| ------ | --------------------------------- | ----- |
| 1.     | Roll Over Vaughn Williams         | 4:09  |
| 2.     | Nobody's Wedding                  | 3:13  |
| 3.     | The Poor Ditching Boy             | 3:01  |
| 4.     | Shaky Nancy                       | 3:26  |
| 5.     | The Angels Took My Racehorse Away | 4:01  |
| 6.     | Wheely Down                       | 3:00  |
| 7.     | The New St. George                | 2:08  |
| 8.     | Painted Ladies                    | 3:31  |
| 9.     | Cold Feet                         | 2:26  |
| 10.    | Mary and Joseph                   | 1:38  |
| 11.    | The Old Changing Way              | 3:55  |
| 12.    | Twisted                           | 1:58  |

## Obsazení
- Richard Thompson – zpěv, kytara, mandolína, akordeon
- Timi Donald – bicí, zpěv
- Pat Donaldson – baskytara, zpěv
- David Snell – harfa
- Jeff Cole – pozoun
- John Defereri – tenorsaxofon
- Clay Toyani – trubka
- Sue Draheim – housle
- Barry Dransfield – housle
- John Kirkpatrick – akordeon
- Andy Roberts – dulcimer
- Sandy Denny – klavír, zpěv
- Linda Peters – zpěv
- Ashley Hutchings – zpěv